# Superliga 2024-2025 (Slovacchia)
La Superliga 2024-2024, chiamata anche Niké Liga 2024-2025 per motivi di sponsorizzazione, è statala trentaduesima edizione del campionato slovacco di calcio, iniziata il 27 luglio 2024 per e con termine il 23 maggio 2025.
Lo Slovan Bratislava era la squadra campione in carica e si è riconfermata, vincendo il suo quindicesimo titolo slovacco.

## Stagione

### Novità
Dalla stagione precedente è stato retrocesso il ViOn Z.M., ultimo classificato. Al suo posto dalla 2. Liga è stato promosso il Komárno, per la prima volta nella sua storia.

### Regolamento
Le 12 squadre giocano un girone di andata e ritorno, per un totale di 22 giornate. Al termine della stagione regolare la classifica si spezza, con due gironi da 6 squadre che giocano un girone di andata e ritorno per un totale di 10 ulteriori giornate.
La prima classificata del gruppo scudetto è campione di Slovacchia e si qualifica per la UEFA Champions League 2025-2026, mentre seconda e terza si qualificano per la UEFA Conference League 2025-2026. Un ulteriore posto per le competizioni continentali spetta alla vincitrice della Coppa di Slovacchia; se questa dovesse essere già qualificata tramite campionato si giocheranno degli spareggi tra le squadre classificate dal quarto al settimo posto per assegnare lo slot.
L'ultima del gruppo retrocessione è invece retrocessa in 2. Liga, mentre la penultima gioca uno spareggio promozione/retrocessione con una squadra di 2. Liga per la permanenza in massima serie.

## Squadre partecipanti
| Club                | Città           | Stadio                   | Stagione precedente    |
| ------------------- | --------------- | ------------------------ | ---------------------- |
| DAC Dunajská Streda | Dunajská Streda | MOL Aréna                | 2° in Superliga        |
| Dukla B.B.          | Banská Bystrica | Stadio SNP               | 7° in Superliga        |
| FC Košice           | Košice          | Košická futbalová aréna  | 10° in Superliga       |
| Komárno             | Komárno         | ViOn Aréna               | 1° in 2.Liga           |
| Podbrezová          | Podbrezová      | ZELPO Aréna              | 6° in Superliga        |
| Ružomberok          | Ružomberok      | Štadión pod Čebraťom     | 5° in Superliga        |
| Skalica             | Skalica         | Mestský štadión          | 9° in Superliga        |
| Slovan Bratislava   | Bratislava      | Tehelné pole             | Campione di Slovacchia |
| Spartak Trnava      | Trnava          | Stadio Anton Malatinský  | 3° in Superliga        |
| AS Trenčín          | Trenčín         | Štadión Sihoť            | 8° in Superliga        |
| Zemplín Michalovce  | Michalovce      | Stadio Mestský futbalový | 11° in Superliga       |
| Žilina              | Žilina          | Štadión pod Dubňom       | 4° in Superliga        |

## Allenatori e primatisti
| Squadra             | Allenatore                                                    | Calciatore più presente | Cannoniere |
| ------------------- | ------------------------------------------------------------- | ----------------------- | ---------- |
| DAC Dunajská Streda | Francisco Javier Muñoz (1ª-15ª) Branislav Fodrek              |                         |            |
| Dukla B.B.          | Marek Bažík (1ª-18ª) Martin Poljovka                          |                         |            |
| FC Košice           | Gergely Geri (1ª-8ª) Roman Skuhravý                           |                         |            |
| Komárno             | Mikuláš Radványi                                              |                         |            |
| Podbrezová          | Vladimír Cifranič (1ª-6ª) Stefan Markulik                     |                         |            |
| Ružomberok          | Ondřej Smetana (1ª-14ª) Radim Kučera (15ª-18ª) Norbert Hrnčár |                         |            |
| Skalica             | Pavol Majerník (1ª-6ª) David Oulehla                          |                         |            |
| Slovan Bratislava   | Vladimír Weiss                                                |                         |            |
| Spartak Trnava      | Michal Gašparík                                               |                         |            |
| AS Trenčín          | Ilija Stolica (1ª-9ª) Ivan Galád                              |                         |            |
| Zemplín Michalovce  | Anton Šoltís                                                  |                         |            |
| Žilina              | Michal Ščasný                                                 |                         |            |

## Stagione regolare

### Classifica
|  | Pos. |                     | Pt | G  | V  | N  | P  | GF | GS | DR  |
|  | ---- | ------------------- | -- | -- | -- | -- | -- | -- | -- | --- |
|  | 1.   | Slovan Bratislava   | 49 | 22 | 15 | 4  | 3  | 48 | 25 | +23 |
|  | 2.   | Žilina              | 45 | 22 | 13 | 6  | 3  | 42 | 20 | +22 |
|  | 3.   | Spartak Trnava      | 44 | 22 | 12 | 8  | 2  | 34 | 17 | +17 |
|  | 4.   | DAC Dunajská Streda | 32 | 22 | 8  | 8  | 6  | 32 | 22 | +10 |
|  | 5.   | Podbrezová          | 30 | 22 | 7  | 9  | 6  | 31 | 29 | +2  |
|  | 6.   | FC Košice           | 29 | 22 | 7  | 8  | 7  | 31 | 25 | +6  |
|  | 7.   | Zemplín Michalovce  | 27 | 22 | 6  | 9  | 7  | 28 | 34 | -6  |
|  | 8.   | Komárno             | 22 | 22 | 6  | 4  | 12 | 24 | 38 | -14 |
|  | 9.   | Ružomberok          | 20 | 22 | 5  | 5  | 12 | 22 | 39 | -17 |
|  | 10.  | AS Trenčín          | 20 | 22 | 3  | 11 | 8  | 22 | 35 | -13 |
|  | 11.  | Skalica             | 19 | 22 | 4  | 7  | 11 | 21 | 35 | -14 |
|  | 12.  | Dukla B.B.          | 17 | 22 | 4  | 5  | 13 | 22 | 38 | -16 |

Legenda:
      Ammesse ai Play-off scudetto
      Ammesse ai Play-out
Regolamento:
Tre punti a vittoria, uno a pareggio, zero a sconfitta.

### Poule Scudetto

#### Classifica
|                       | Pos. | Squadra             | Pt | G  | V  | N  | P  | GF | GS | DR  |
| --------------------- | ---- | ------------------- | -- | -- | -- | -- | -- | -- | -- | --- |
| Slovacchia (bandiera) | 1.   | Slovan Bratislava   | 72 | 32 | 22 | 6  | 4  | 74 | 39 | +35 |
|                       | 2.   | Žilina              | 54 | 32 | 15 | 9  | 8  | 55 | 40 | +15 |
|                       | 3.   | Spartak Trnava      | 52 | 32 | 14 | 10 | 8  | 46 | 34 | +12 |
|                       | 4.   | DAC Dunajská Streda | 51 | 32 | 13 | 12 | 7  | 48 | 34 | +14 |
|                       | 5.   | FC Košice           | 44 | 32 | 11 | 11 | 10 | 45 | 38 | +7  |
|                       | 6.   | Podbrezová          | 37 | 32 | 8  | 13 | 11 | 40 | 43 | -3  |

Legenda:
      Campione della Slovacchia e ammessa alla UEFA Champions League 2022-2023
       Ammesse ai Turni di qualificazione di Conference League
       Ammessa ai Turni di qualificazione di Europa League
Regolamento:
Tre punti a vittoria, uno a pareggio, zero a sconfitta.

### Classifica finale
|  | Pos. | Squadra            | Pt | G  | V  | N  | P  | GF | GS | DR  |
|  | ---- | ------------------ | -- | -- | -- | -- | -- | -- | -- | --- |
|  | 7.   | Zemplín Michalovce | 40 | 32 | 10 | 10 | 12 | 48 | 56 | -8  |
|  | 8.   | Komárno            | 39 | 32 | 11 | 6  | 15 | 36 | 48 | -12 |
|  | 9.   | Skalica            | 38 | 32 | 10 | 8  | 14 | 36 | 45 | -9  |
|  | 10.  | Ružomberok         | 36 | 32 | 10 | 6  | 16 | 35 | 50 | -15 |
|  | 11.  | AS Trenčín         | 35 | 32 | 7  | 14 | 11 | 37 | 48 | -11 |
|  | 12.  | Dukla B.B.         | 22 | 32 | 5  | 7  | 20 | 35 | 60 | -25 |

Legenda:
      Retrocessione in 2.liga
Regolamento:
Tre punti a vittoria, uno a pareggio, zero a sconfitta.

## Play-Off Conference League

### Semifinali
|                     | Risultati |                    | Luogo e data                    |
| ------------------- | --------- | ------------------ | ------------------------------- |
| DAC Dunajská Streda | 2 - 1     | Zemplín Michalovce | Dunajská Streda, 20 maggio 2025 |
| FC Košice           | 2 - 2     | Podbrezová         | Kosice, 20 maggio 2025          |
|                     |           |                    |                                 |

### Finale
|                     | Risultati |            | Luogo e data                    |
| ------------------- | --------- | ---------- | ------------------------------- |
| DAC Dunajská Streda | 3 - 2     | Podbrezová | Dunajská Streda, 23 maggio 2025 |

## Spareggi promozione/retrocessione
La squadra che termina il campionato all'11º posto affronta la squadra 2ª classificata nella 2. Liga per assicurarsi un posto nella massima serie nella stagione successiva
|            | Risultati |            | Luogo e data                  |
| ---------- | --------- | ---------- | ----------------------------- |
| ViOn Z.M.  | 1 - 1     | AS Trenčín | Zlaté Moravce, 20 maggio 2025 |
| AS Trenčín | 4 - 2     | ViOn Z.M.  | Trenčín, 24 maggio 2025       |
|            |           |            |                               |